# Eko Bayu Nur Hidayat
Eko Bayu Nur Hidayat, né le 13 juillet 1990, est un coureur cycliste indonésien. Il participe à des compétitions sur route et sur piste.

## Palmarès sur route
- 2012
  - 3e du Tour de Java oriental

### Classements mondiaux
| Année         | 2012 | 2013 |
| ------------- | ---- | ---- |
| UCI Asia Tour | 131e | 347e |

## Palmarès sur piste

### Jeux d'Asie du Sud-Est
- Nilai-Putrajaya 2017
  -  Médaillé de bronze de la poursuite par équipes